# Acadianos

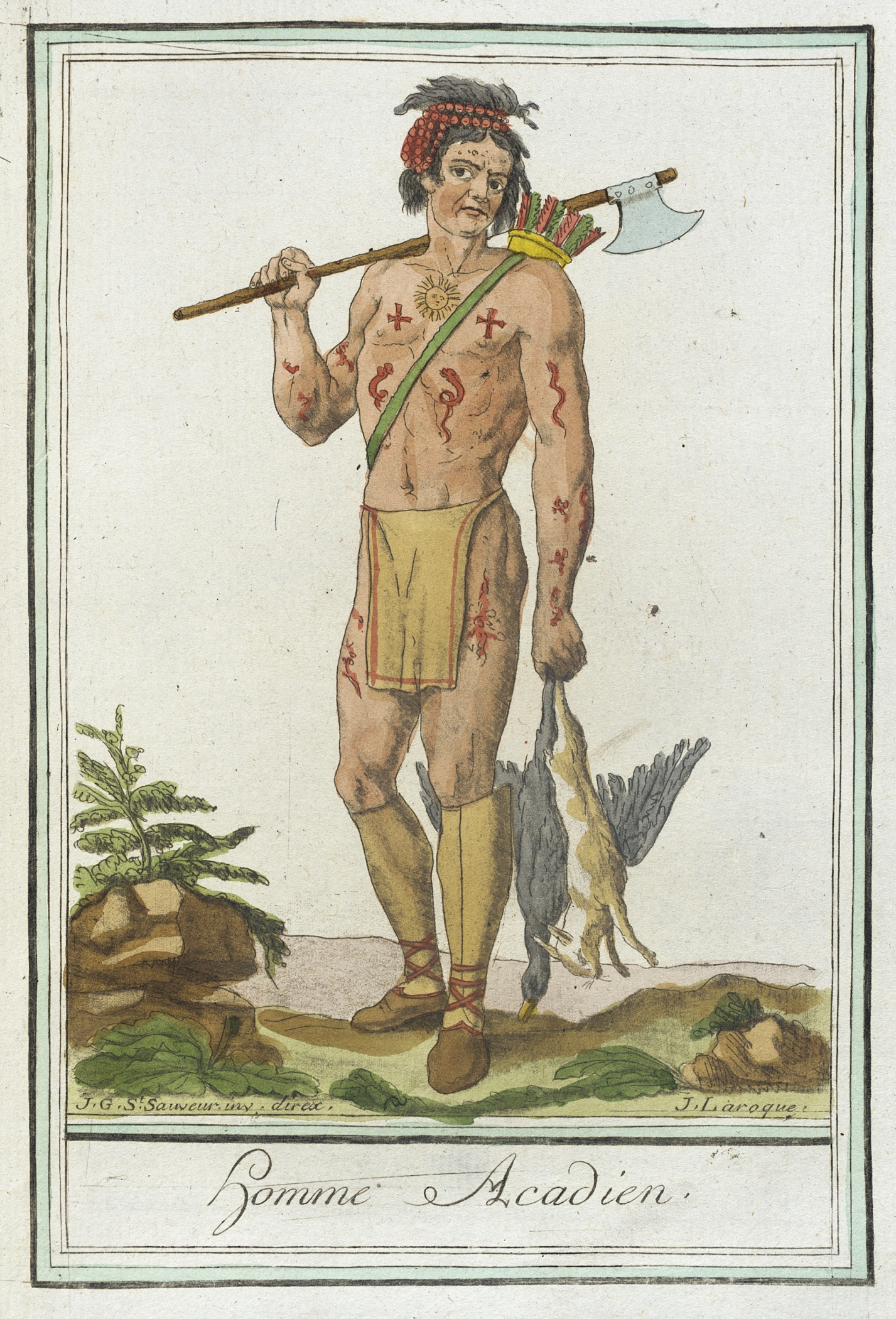
Hombre Acadiano, Sylvain Maréchal, París, 1789.

Los acadianos (en francés: Acadiens; en inglés: Acadians) son descendientes de los habitantes que vivían en los asentamientos franceses originales fundados en ciertas zonas de la región noreste de América del Norte, en lo que hoy son las provincias canadienses de Nueva Escocia, Nuevo Brunswick y la Isla del Príncipe Eduardo. Si bien tanto acadianos como quebequeses son franco-canadienses, Acadia fue fundada cuatro años antes que Quebec en un área geográfica separada. Además, los acadianos son descendientes de emigrantes de muchas más zonas de Francia que los quebequeses. Consecuentemente, cada grupo ha formado su propia cultura.
En la expulsión de 1755, los acadianos fueron obligados al exilio por los británicos; muchos se asentaron después en lo que luego sería el estado estadounidense de Luisiana, donde fueron llamados cajunes.

## Historia
En 1603, Enrique IV, rey de Francia, concedió a Pierre Dugua, sieur de Mons, el derecho a colonizar las tierras norteamericanas ubicadas entre los 40° y los 60° de latitud norte. Dugua llegó a América en 1604. Los colonizadores construyeron un fuerte en la isla de Saint Croix, en la boca del río homónimo, que hoy día separa el estado estadounidense de Maine de la provincia canadiense de Nuevo Brunswick. En la primavera siguiente, los inmigrantes navegaron por la bahía y fundaron Port-Royal, en lo que hoy es Nueva Escocia.
Para principios del siglo XVII, alrededor de cien familias francesas se habían asentado en Acadia. Los acadianos desarrollaron relaciones amigables con los aborígenes micmac, aprendiendo y aplicando sus técnicas de caza y pesca. Habitaban principalmente en regiones costeras, en tierras fértiles arrebatadas al mar a través de la construcción de diques. Al vivir en la frontera entre los territorios franceses y británicos, los acadianos se veían envueltos en cada conflicto entre ambas potencias. Acadia pasó de un lado al otro en repetidas oportunidades, y sus habitantes aprendieron a sobrevivir adoptando una actitud neutral y rechazando luchar para cualquiera de los bandos; por esto se los llamó los “franceses neutrales”.

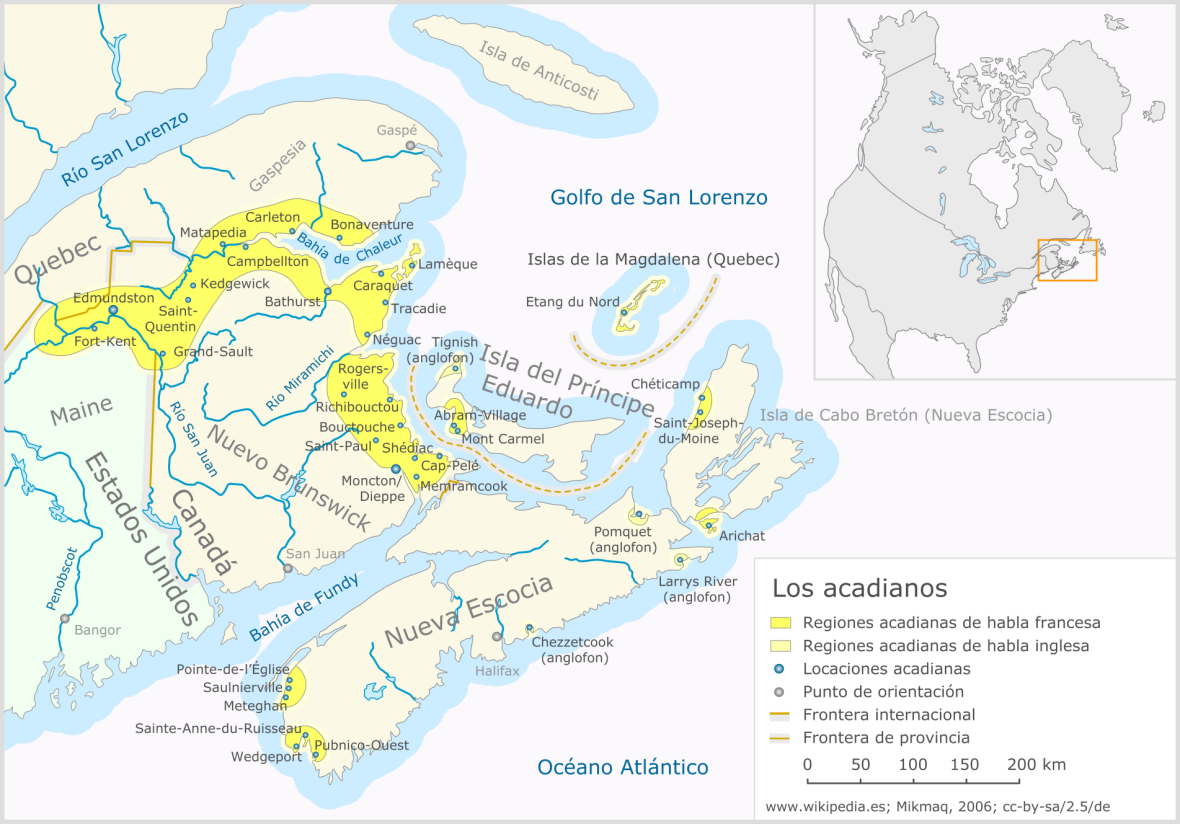
Regiones acadianas.

Tras el Tratado de Utrecht (1713), Francia cedió la porción de Acadia que hoy es Nueva Escocia (excepto la isla del Cabo Bretón) a los británicos por última vez. En 1754, el gobierno británico, no aceptando más la neutralidad que los acadianos habían adoptado anteriormente, exigieron que juraran lealtad al monarca británico, lo cual requeriría que pelearan en el campo de batalla. Los acadianos no querían luchar contra familiares que habitaban territorios franceses, y creyeron que el juramento comprometería su fe católica; debido a esto, se negaron. El coronel Charles Lawrence ordenó la deportación de los acadianos sin autorización de Londres, y a pesar de las anteriores precauciones de las autoridades británicas en contra de acciones drásticas. El historiador John Mack Faragher ha usado el término contemporáneo ethnic cleansing (que podría traducirse como ‘limpieza étnica’) para describir las acciones británicas.

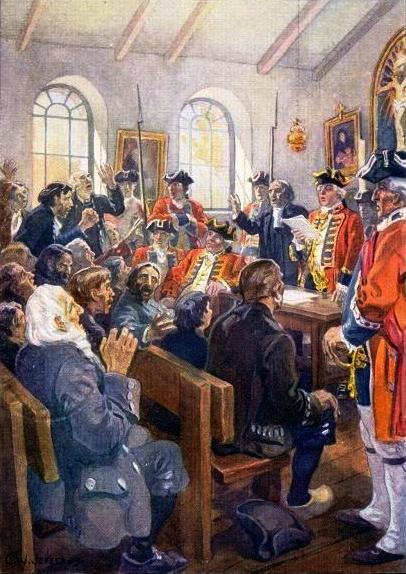
Deportación de los acadianos.

En lo que es conocido como la Gran Expulsión (en inglés: Great Expulsion; en francés: Grand dérangement), más de 12 000 acadianos (tres cuartos de la entonces población de Nueva Escocia) fueron obligados al exilio; sus casas fueron quemadas y sus tierras confiscadas. Las familias se separaron y se dispersaron alrededor de las tierras británicas de Norteamérica; algunos regresaron a Francia.
Tras el Tratado de 1763 por el que se pone fin a la guerra de los siete años entre Reino Unido y sus aliados con la alianza de los reinos gobernados por los borbones, los acadianos de Canadá pasaron a la provincia francesa de la Luisiana y allí encontraron extensos territorios irrigados por el Misisipi y sus afluentes. Entre 1769 y 1777, el gobernador Luis de Unzaga y Amézaga cedió diversas tierras para que fueran colonizadas por los acadianos. El propio suegro de Unzaga y de su cuñado Bernardo de Gálvez, Gilbert Antoine de Saint Maxent, tenía raíces acadianas y muchos de ellos fueron enrolados en las milicias de Luisiana por Unzaga y ulteriormente por Gálvez para combatir a los británicos y así ayudar a Estados Unidos a nacer.
En 2003, por petición de representantes acadianos, una proclamación fue publicada en nombre de la reina Isabel II, actuando como monarca canadiense, en la cual se reconocía oficialmente la deportación y el establecimiento del 28 de julio como el día de conmemoración.

## Geografía
En la actualidad, los acadianos viven principalmente en las regiones del norte y este de Nuevo Brunswick, en la isla Miscou (en inglés: Miscou Island; en francés: Île Miscou) y en la isla de Lamèque (en francés: Île de Lamèque). Otros grupos de acadianos pueden ser encontrados en las islas de la Magdalena y en otras partes de Quebec, en la Isla del Príncipe Eduardo y en Nueva Escocia, como por ejemplo en Chéticamp y en Clare. Una minoría habita aún en el sur y oeste de Nuevo Brunswick y también en Nueva Inglaterra. Algunas de estas últimas comunidades se han enfrentado a varios grados de asimilación. Para muchas familias que habitan en comunidades predominantemente anglófonas, el francés ha caído en desuso, principalmente en las generaciones más jóvenes. Los acadianos que se establecieron en lo que se convertiría en Luisiana, conocidos como cajunes, han sufrido influencias de la cultura dominante en muchas parroquias, particularmente en aquellas ubicadas en el área suroeste, la cual es conocida como Acadiana.

## Población
Según el censo canadiense de 2001, en Canadá habitaban 71 590 acadianos que se identificaban a sí mismos como tales, de los cuales 26 220 vivían en Nuevo Brunswick, 17 420 en Quebec, 11 180 en Nueva Escocia, 8745 en Ontario y 3020 en la Isla del Príncipe Eduardo. Debido a que se desconoce la cantidad de habitantes acadianos en Nueva Inglaterra, tampoco se sabe la de los Estados Unidos en general; no obstante, se tiene el dato de que en el estado de Luisiana existen unos 432 549 cajuns. Hay que tener en cuenta que en sus formularios de censo, el Gobierno canadiense se niega a indicar el origen acadiano como elección posible. Así pues, el número real de acadianos es más elevado. En Nuevo Brunswick solamente, los acadianos son alrededor de 230 000.

## Cultura
Hoy en día, los acadianos constituyen una minoría vibrante, especialmente en Nuevo Brunswick y Luisiana. Desde 1994, el Congreso Mundial Acadiano ha unido de cierta manera a los acadianos de las Provincias Marítimas, Nueva Inglaterra y Luisiana. 
Los acadianos destacados de las Provincias Marítimas incluyen a: 
- Angèle Arsenault, cantante;
- Aubin-Edmond Arsenault, ex primer ministro de la Isla del Príncipe Eduardo, primer acadiano en ser primer ministro de cualquier provincia canadiense, y primer acadiano en ser miembro de la Corte Suprema;
- Joseph-Octave Arsenault, primer acadiano en ser miembro del Senado Canadiense, padre de Aubin-Edmond Arsenault;
- Edith Butler, cantante;
- Rheal Cormier, beisbolista;
- Yvon Durelle, boxeador;
- Roméo LeBlanc, ex-gobernador general de Canadá;
- Antonine Maillet, escritora;
- Louis Robichaud, ex primer ministro de Nuevo Brunswick;
- Michel Bastarache, juez al Tribunal supremo del Canadá.

El 15 de agosto, Asunción de María, es el día nacional de los acadianos, que son predominantemente católicos. El lema nacional acadiano es “Ave, maris stella”.

### Banderas

Bandera de Acadia, adoptada en 1884.

La bandera de Acadia es tricolor, similar a la bandera de Francia pero con una estrella dorada en la banda azul, que simboliza a Nuestra Señora de la Asunción, patrona de los acadianos. Esta bandera fue adoptada en 1884 en el Congreso Acadiano Nacional, en Miscouche, Isla del Príncipe Eduardo.
Los acadianos que no viven en Acadia tienen otros símbolos. La bandera de la región Acadiana de Luisiana fue designada por Thomas J. Arceneaux de la Universidad de Luisiana en Lafayette, y adoptada por la legislatura de Luisiana como el emblema oficial de la región Acadiana en 1974. Un grupo de acadianos de Nueva Inglaterra que asistió al Congreso Mundial Acadiano de Nueva Escocia en 2004, aprobó un diseño para la bandera acadiana de Nueva Inglaterra realizado por William Cork.

### Lengua
Los acadianos hablan un dialecto del francés llamado francés acadiano; el inglés también está muy difundido. En Luisiana, los cajún hablan inglés en su mayoría, pero muchos aún utilizan el francés cajún. En algunas áreas se emplea el chiac, y aquellos que se establecieron en Quebec hablan por lo general francés quebequés.

### Tributos a la deportación

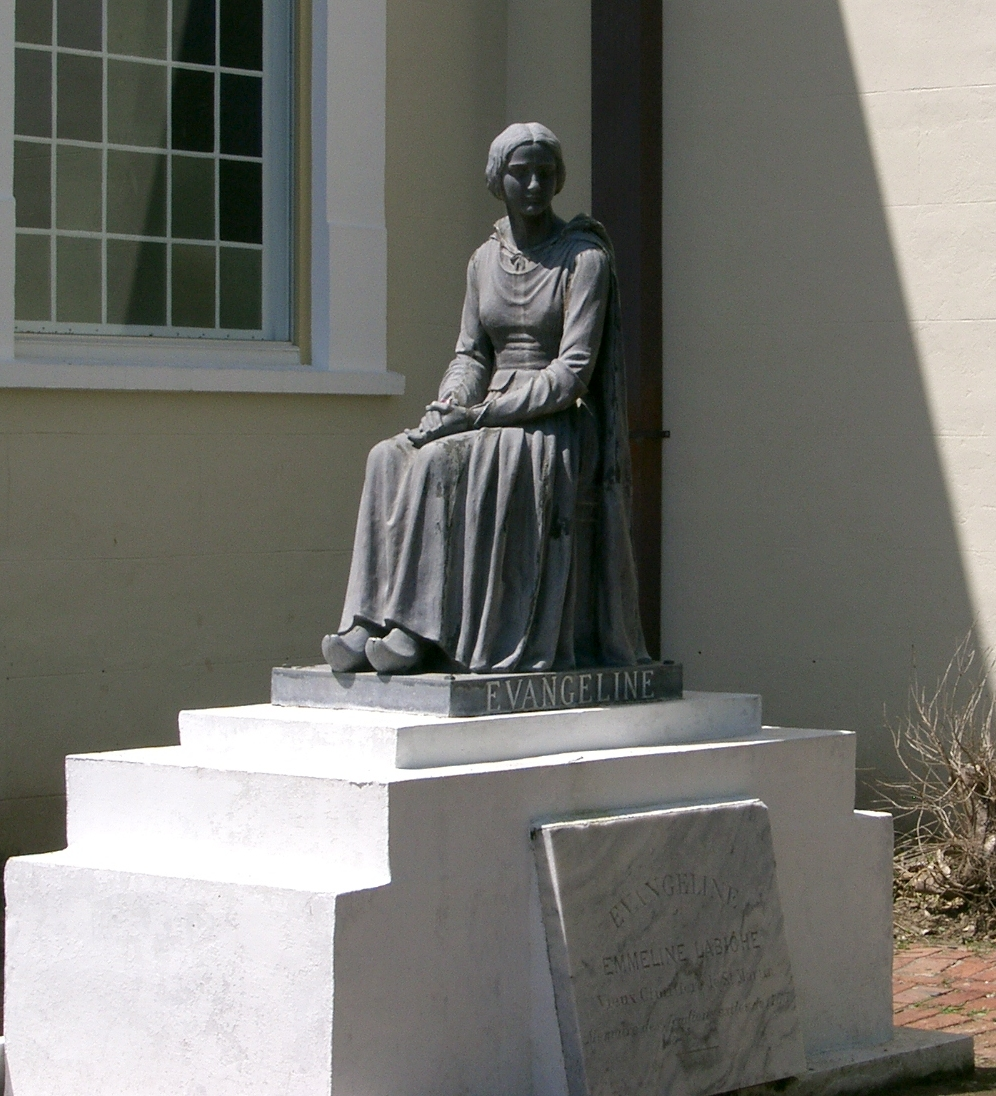
Estatua de Evangeline, heroína ficticia del poema Évangéline, de Longfellow, en St. Martinville, Luisiana. La estaua fue donada por la actriz Dolores del Río, que posó para la realización de la estatua y que tuvo el papel de Evangeline en una película de 1929 cuyo director era Edwin Carawe.

Pélagie-la-charette, de la escritora canadiense Antonine Maillet, trata sobre el viaje de regreso a Acadia de varias familias deportadas, el cual comenzó 15 años después de la Gran Expulsión.
Robbie Robertson escribió una canción popular basándose en la expulsión acadiana titulada Acadian Driftwood, la cual apareció en el álbum de The Band de 1975, Northern Lights - Southern Cross.
En 1847, el escritor estadounidense Henry Wadsworth Longfellow escribió el poema épico Évangéline, basado en los eventos de la deportación de 1755. El poema se convirtió en un clásico americano, y también contribuyó al renacimiento de la identidad acadiana tanto en Luisiana como en las Provincias Marítimas.

### Leyenda
Se cree que la creación del héroe folclórico estadounidense Paul Bunyan fue influenciada, si no inspirada, en las historias acadianas sobre leñadores.